# Grande angelo guardiano
Il grande angelo guardiano (in francese gros bon ange), è una delle due parti in cui è divisa l'anima di un uomo secondo la religione Vudù.
È statico e non abbandona il corpo se non dopo la morte dello stesso, per questo non è soggetto ad influssi esterni ed è più protetto dagli influssi negativi. Secondo il Vudù, quando una persona muore è il grande angelo a "presentare" la persona a Dio per il giudizio.
Contrapposto al grande angelo è il piccolo angelo guardiano, la parte dell'anima slegata dal corpo, la quale può essere rubata e/o imprigionata durante le fasi extrafisiche, e utilizzata per rendere uno zombi la persona a cui appartiene.